# 15 Dywizjon Artylerii Przeciwlotniczej (II RP)

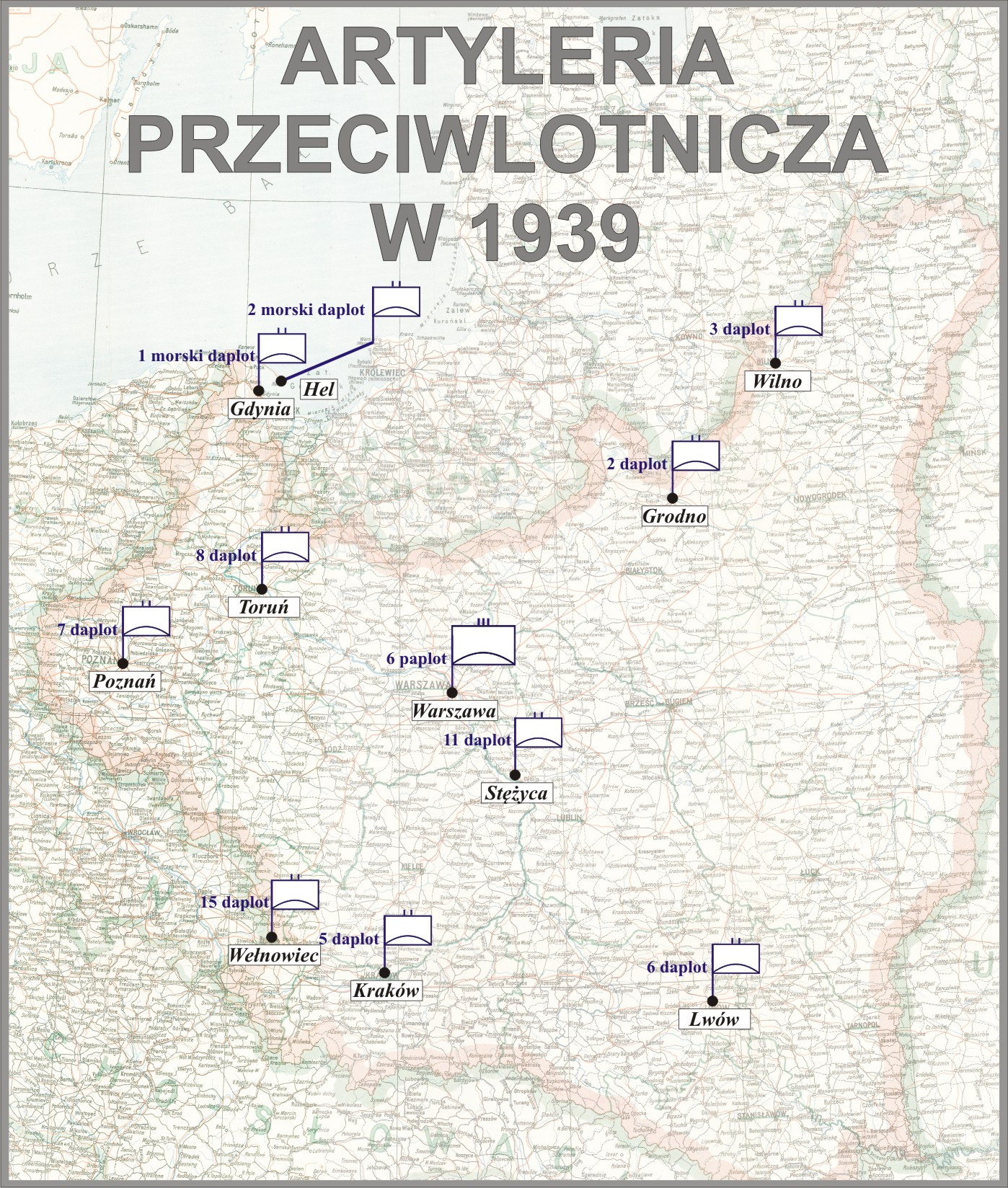
Artyleria przeciwlotnicza WP przed wybuchem II wś

15 dywizjon artylerii przeciwlotniczej (15 daplot) – pododdział artylerii przeciwlotniczej Wojska Polskiego w II Rzeczypospolitej.
Dywizjon został sformowany w lutym 1939 w nowo oddanych koszarach w Wełnowcu w garnizonie Katowice (Okręg Korpusu Nr V), w składzie dwóch baterii 75 mm armat przeciwlotniczych półstałych wz. 1937 i jednej baterii motorowej 40 mm armat przeciwlotniczych wz. 1936.
21 grudnia 1938 na stanowisko dowódcy dywizjonu został wyznaczony mjr Roman Niemczyński, dotychczasowy dowódca 11 dywizjonu artylerii przeciwlotniczej w Dęblinie. Pod względem fachowego wyszkolenia i inspekcji pododdział podlegał dowódcy Grupy Artylerii Przeciwlotniczej. Żołnierze dywizjonu nosili na kurtkach munduru odznaki pamiątkowe artylerii przeciwlotniczej. Dywizjon nie posiadał sztandaru.
Dywizjon był jednostką mobilizującą. Zgodnie z planem mobilizacyjnym „W2" sformował, w mobilizacji alarmowej, w grupie jednostek oznaczonych kolorem brązowym (podgrupa 2 - OPL), trzy baterie półstałe 75 mm i trzy plutonu półstałe 40 mm dla obrony przeciwlotniczej obszaru krajowego oraz jedną baterię motorową 40 mm dla czynnej dywizji piechoty:
- bateria półstała artylerii przeciwlotniczej 75 mm typu I nr 156 - kpt. Józef Grabski
- bateria półstała artylerii przeciwlotniczej 75 mm typu I nr 157 - kpt. Stanisław Ziober
- bateria półstała artylerii przeciwlotniczej 75 mm typu I nr 158 - kpt. Baltazar Zembik
- bateria motorowa artylerii przeciwlotniczej 40 mm typu A nr 23 dla 23 DP - kpt. Ferdynand Blechinger
- pluton półstały artylerii przeciwlotniczej 40 mm nr 501
- pluton półstały artylerii przeciwlotniczej 40 mm nr 502
- pluton półstały artylerii przeciwlotniczej 40 mm nr 503

Nadwyżki dywizjonu, pozostałe po zakończeniu mobilizacji, przekazane zostały do Ośrodka Zapasowego Artylerii Przeciwlotniczej nr 2 w Trauguttowie. Po zakończeniu mobilizacji i przekazaniu nadwyżek dywizjon uległ rozformowaniu.
Pod koniec sierpnia baterie nr 156 i 157 przybyły do Warszawy, gdzie weszły w skład Grupy Artylerii Przeciwlotniczej „Kazimierz” płk. Kazimierza Barana, a bateria nr 158 – do Stalowej Woli. 5 września bateria kpt. Grabskiego (nr 156) została ewakuowana do Brześcia, gdzie weszła w skład dywizjonu ppłk. Leona Przybytki, natomiast bateria kpt. Ziobera (nr 157) została przetransportowana do Lwowa, gdzie wzięła udział w obronie przeciwlotniczej miasta.